# 斯科夫河畔盖姆内
斯科夫河畔盖姆内（法語：Guémené-sur-Scorff，法語發音：[gemne syʁ skɔʁf]），法国西北部市镇，位于布列塔尼大区莫尔比昂省，隶属于蓬蒂维区，其市镇面积为1.17平方公里，2022年1月1日时人口数量为1,136人，在法国城市中排名第9,484位。
斯科夫河畔盖姆内位于莫尔比昂省西北部，是一个区域性的中心城市，历史上因同名城堡而闻名。盖姆内肚肠产自此地。

## 地名来源
“Guémené”可能一名出自布列塔尼语人名“Guégant”。“-sur-Scorff”这一后缀则自1961年成为当地官方名称的一部分。
斯科夫河畔盖姆内所处区域历史上通行布列塔尼语，当地于2015年加入布列塔尼语言保护组织。
此外，因收录标准不同，“Guémené-sur-Scorff”在部分汉语资料中被收录为“Guéméné-sur-Scorff”并译为斯科夫河畔盖梅内。

## 历史

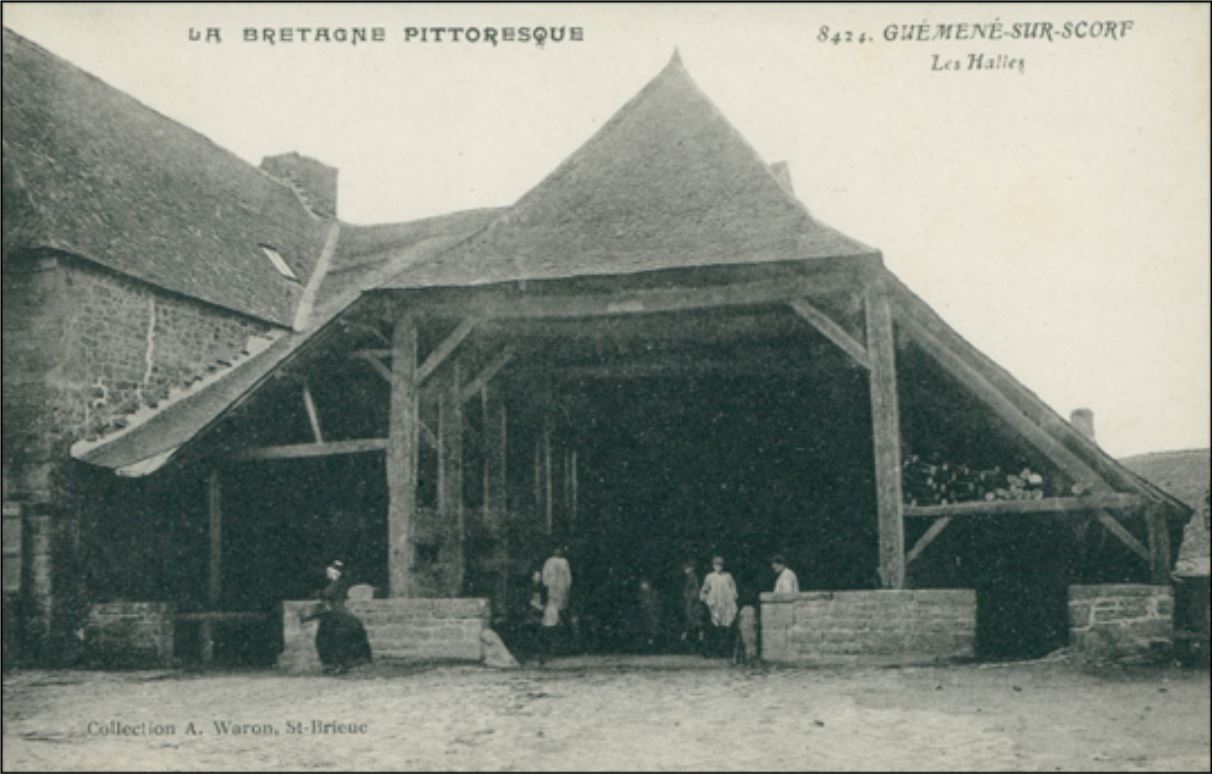
20世纪初的大堂集市

斯科夫河畔盖姆内的早期历史尚不清楚，中世纪时当地长期为布列塔尼公国的一部分。1050年，来自科尔努阿耶伯国的领主盖冈（Guégant）在此修建了一处城堡并以其命名。1160年，盖姆内获得市镇宪章。12世纪时，盖姆内城堡被罗昂的阿兰一世购买，此后罗昂家族成员将该城堡扩建为一处有多个城门及碉楼的防御设施。公元16世纪时，盖姆内所在的布列塔尼公国成为法兰西王国的一部分。1570年，法兰西国王查理九世为当地领主罗昂-盖梅内的路易六世授予“盖姆内王子”头衔。宗教战争期间，盖姆内城堡被天主教将士洛林的菲利普-埃马纽埃尔率兵摧毁。战后，盖姆内城堡仅得到简单修复。法国大革命后，盖姆内成为莫尔比昂省的一个市镇，其范围与盖姆内城堡遗址范围基本重合。1926年，因长期年久失修，盖姆内城堡遗址被拆除。
在地方文化研究方面，当地地方史爱好者于1989年创建了中央布列塔尼历史考古协会（Association d'archéologie et d'histoire de la Bretagne centrale）。

## 地理

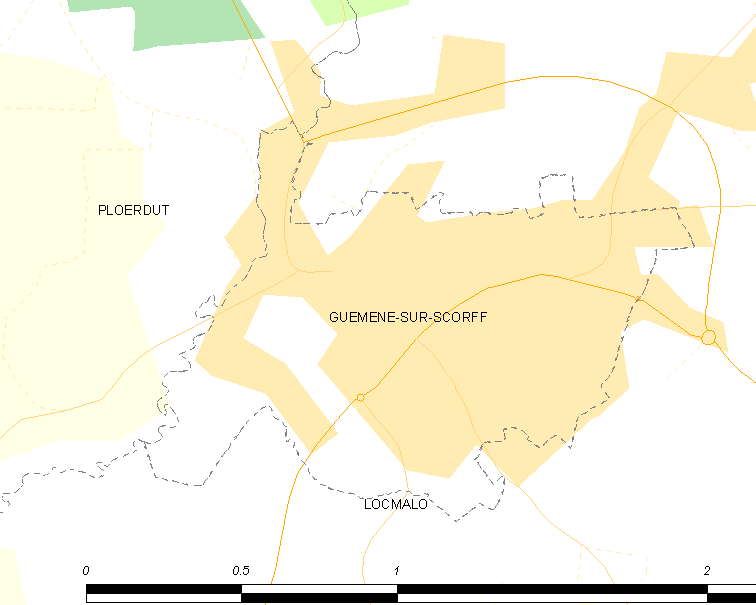
斯科夫河畔盖姆内市镇范围地图

斯科夫河畔盖姆内位于法国西北部，布列塔尼大区中西部和莫尔比昂省西北部，距离省会瓦讷大约66公里。与斯科夫河畔盖姆内接壤的市镇包括普洛埃迪特和洛克马洛。

### 地形
斯科夫河畔盖姆内位于阿摩里卡丘陵腹地，境内以浅丘为主，市镇中心地势自西南向东北逐渐抬升，全境海拔在118到180米之间。

### 水文
斯科夫河自北向南流经斯科夫河畔盖姆内市镇西界。

### 植被
斯科夫河畔盖姆内属于温带阔叶混交林区，林地多分布于河流附近。
在鲜花城市的评比中，斯科夫河畔盖姆内暂未被评级。

### 气候
斯科夫河畔盖姆内在柯本气候分类法中属于温带海洋性气候（Cfb）。

## 行政区划
斯科夫河畔盖姆内的市镇编号为56073，邮政编号为56160。
在行政管理方面，斯科夫河畔盖姆内隶属于法国布列塔尼大区莫尔比昂省蓬蒂维区；在地方选举方面，斯科夫河畔盖姆内隶属于古兰县，其市镇范围全境被划入莫尔比昂省第六选区；在社会管理方面，斯科夫河畔盖姆内是莫尔旺国王市镇公共社区的组成部分。
截至2023年8月，斯科夫河畔盖姆内市镇范围内暂无任何城市敏感街区及城市政策优先街区。
法国国家统计与经济研究所（简称）在进行数据统计时，未将斯科夫河畔盖姆内划入任何城市核心区（Unité urbaine）、城市区（Aire urbaine）及城市辐射区（Aire d'attraction）。此外，还将斯科夫河畔盖姆内市镇整体看作一个“块区”（IRIS），以便于统计人口分布情况。

## 交通

### 公路
莫尔比昂省省道D1线、D3线、D18线、D142线和D782线在斯科夫河畔盖姆内境内交汇。布列塔尼大区下属的城际客运提供巴士线路，可前往蓬蒂维。
2019年，50.2%的斯科夫河畔盖姆内家庭拥有至少一辆私人汽车。2019年，斯科夫河畔盖姆内境内共发生各类交通事故1起，造成1人遇难。
| 瓦讷 | 66 |

| 洛里昂 | 42 |

| 蓬蒂维 | 22 |

| 罗斯特勒南 | 24 |

### 铁路
距离斯科夫河畔盖姆内最近的运营中的客运铁路车站为37公里外的埃讷邦站，该站停靠往返于雷恩和洛里昂一线的区域列车。

### 航空
距离斯科夫河畔盖姆内最近的民用航空站为49公里外的洛里昂机场。

### 城市公共交通
截至2023年8月，斯科夫河畔盖姆内暂无城市公共交通系统。

## 政治

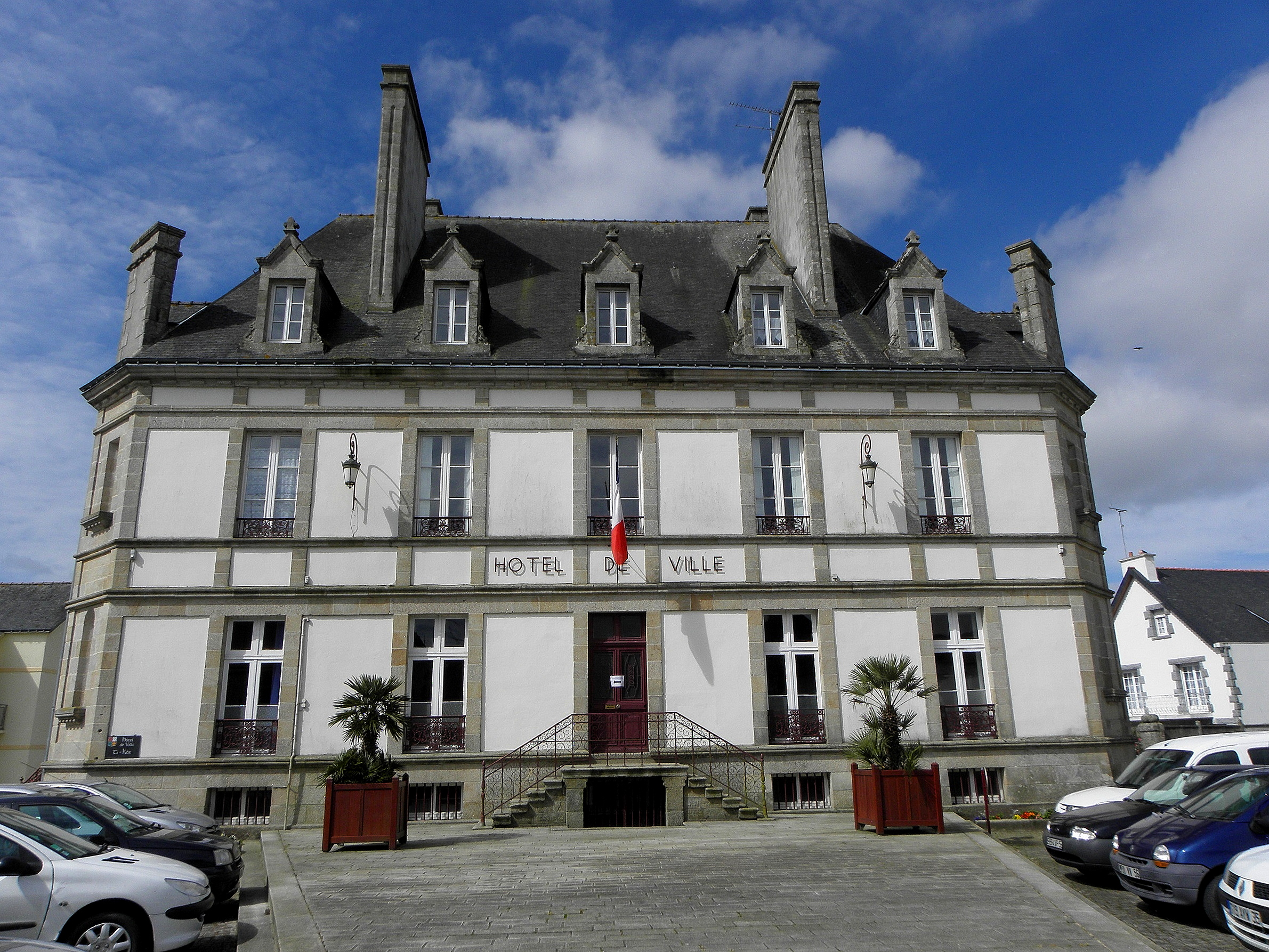
斯科夫河畔盖姆内市政厅

斯科夫河畔盖姆内的现任市长为勒内·勒穆莱克先生（René LE MOULLEC），他是一名左翼无党派人士，在2020年的市政选举中获得了64.70%的支持率。
在2022年的法国总统大选中，法国第25任总统埃马纽埃尔·马克龙在斯科夫河畔盖姆内获得了55.67%的支持率。

## 人口
2020年，斯科夫河畔盖姆内市镇人口数量为1,059，在法国排名第9,484位。其中男性485人，女性575人，75岁及以上人口占23.5%，外籍人口数量为32人，人口密度为905人/平方公里，当地居民被称为（男性）或（女性）。2020年，斯科夫河畔盖姆内境内出生5人，死亡人口51人。
| 斯科夫河畔盖姆内1901年－2020年人口变化情况 |
|                                            |
| 数据来源：Cassini、INSEE                   |

## 经济
斯科夫河畔盖姆内是一个区域性的中心城市。截至2023年8月，斯科夫河畔盖姆内市镇范围内共有各类用人单位（包含自雇）209家，平均历史为18年，其中97.58%为中小型企业（PME），2023年6月至8月间，当地的经济活力指数为0。（塑料制品）、（零售）及（面包房）是当地2021年营业额最高的三个企业，分别为38,345,731欧元、20,695,732欧元和36,393欧元。

## 财政与居民收入
2021年，斯科夫河畔盖姆内的财政收入总额为1,355,670欧元，财政支出总额为1,354,780欧元，当年的债务总额为2,308,840欧元。2021年，斯科夫河畔盖姆内市镇通过增值税获得175,190欧元的收入，此外当地还共获得了485,410欧元的国家直接财政补助。
2019年，斯科夫河畔盖姆内的人均月收入总额为1,485欧元，低于法国平均水平（2,303欧元）。
2019年，斯科夫河畔盖姆内境内的青壮年（15至64岁）失业率为18.7%；当地30.9%的家庭拥有纳税资格，平均纳税1,538欧元，低于法国平均水平（4,393欧元）。

## 社会事务

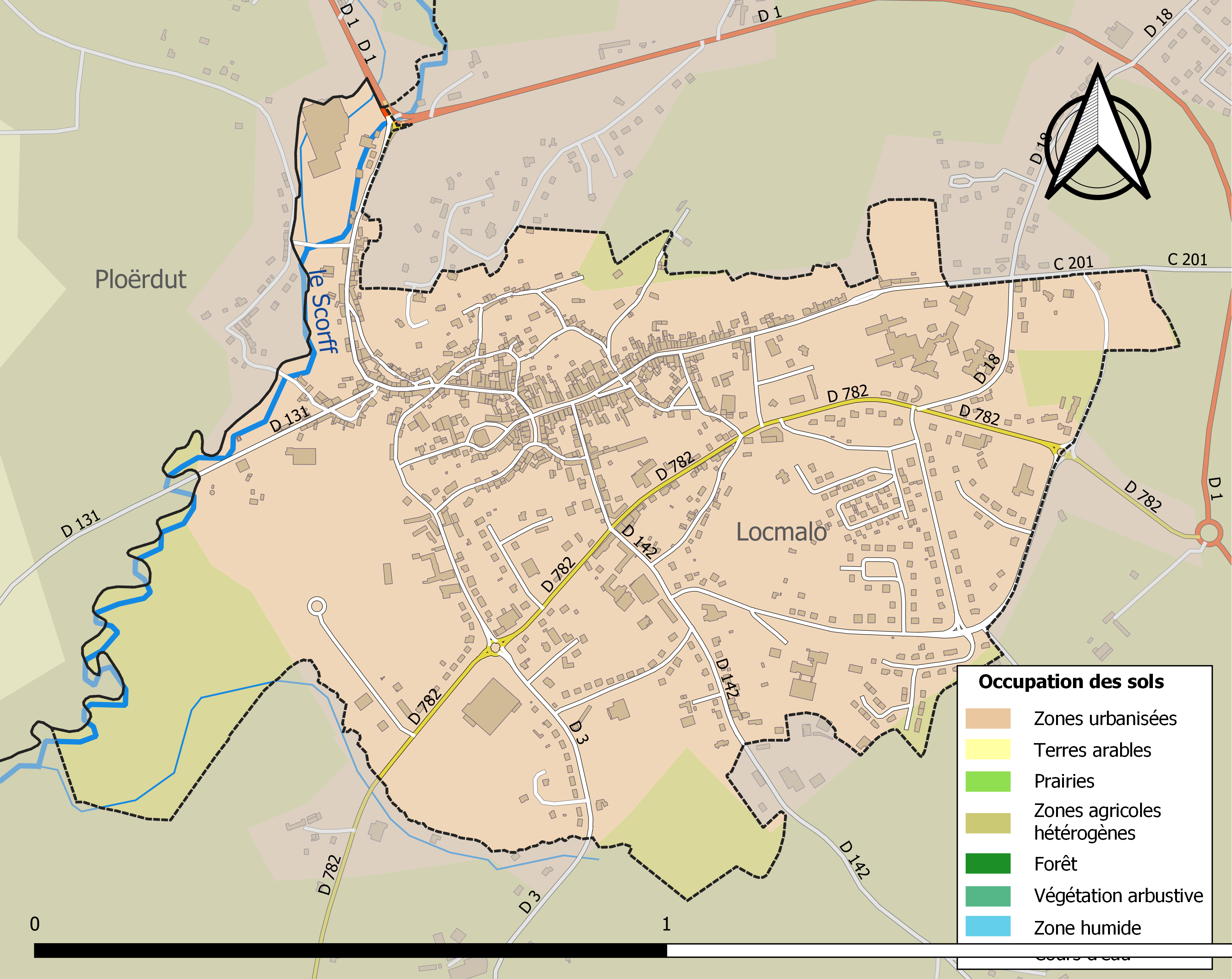
斯科夫河畔盖姆内土地利用情况地图

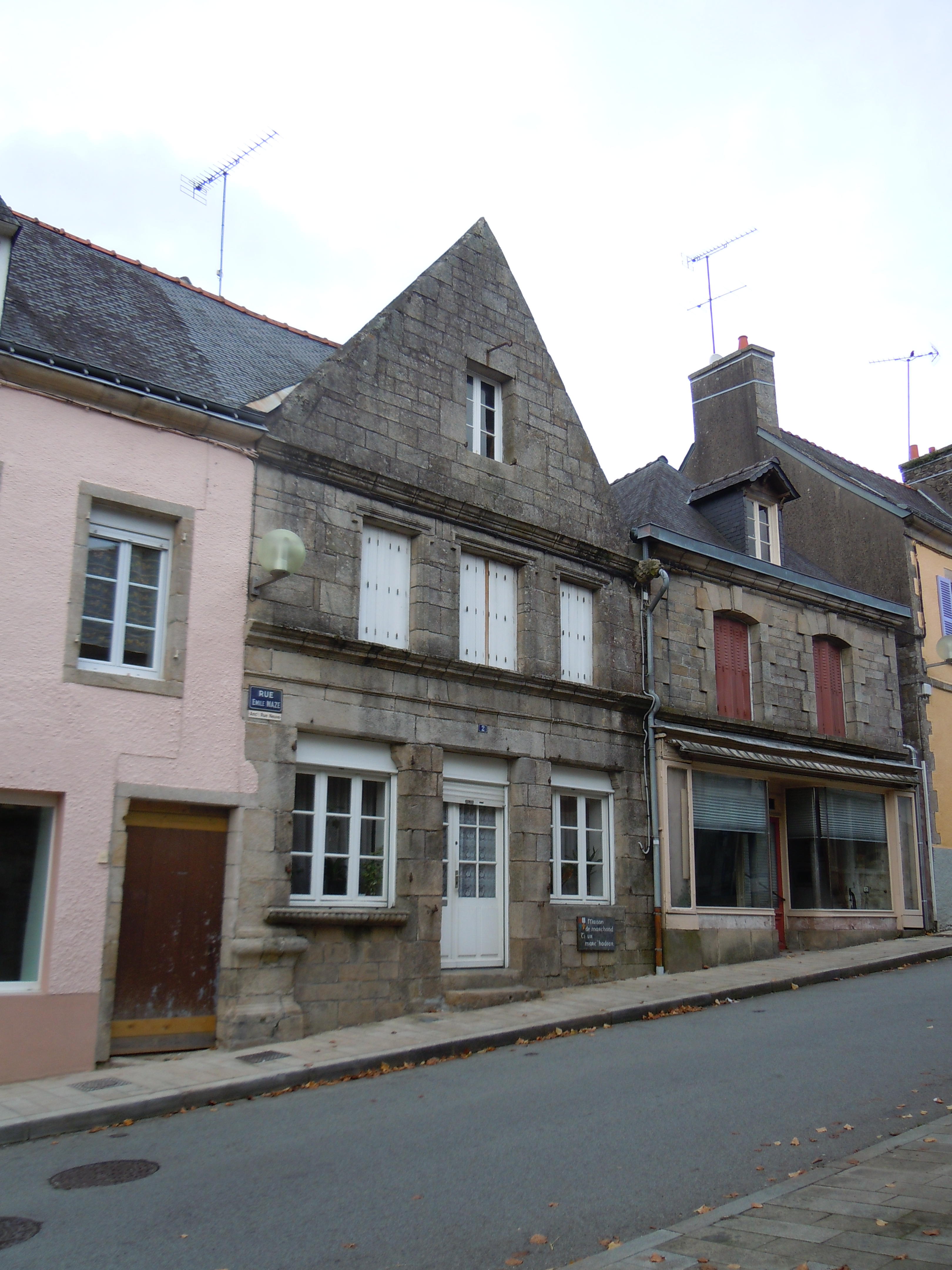
传统民居

### 教育
斯科夫河畔盖姆内属于雷恩学区。截至2021年1月1日，斯科夫河畔盖姆内境内共有2所小学和2所初级中学。2021至2022学年度，斯科夫河畔盖姆内境内共有在校中等教育阶段学生457名。

### 医疗
截至2021年1月1日，斯科夫河畔盖姆内境内共有全科医生2名、保健师4名、牙医1名、护士8名和助产士1名。境内共有药房1家、残疾人帮扶中心1家。
斯科夫河畔盖姆内中心医院（Centre Hospitalier de Guémené-sur-Scorff）是法国的一个区域性医疗机构，其主病区阿尔弗雷德·布拉尔医院（Hôpital Alfred Brard）位于斯科夫河畔盖姆内市区，设有床位247个，是当地规模最大的公立综合性医院。

### 住房
2019年，斯科夫河畔盖姆内境内共有各类住房725套，其中76.1%为独立式居民区，18.5%为集中式居民区。常住房屋占斯科夫河畔盖姆内市镇范围内居民建筑总量的66.3%。
在住房保障政策方面，2021年，斯科夫河畔盖姆内境内共有121户家庭获得了住房经济补助，受益人数占总人口数量的11.4%，其中136份为房租补助。

### 商业
2021年，斯科夫河畔盖姆内境内共有各类实体商铺45家，其中餐厅5家、大型超市1家、面包房2家、肉铺3家、银行门店3家、美容美发店4家、汽车维修店1家。市区南部建有一家Intermarché购物商场。

### 体育
2021年，斯科夫河畔盖姆内境内共有3间体育馆、1座综合体育场、1处网球场以及1处足球或橄榄球场。
截至2023年8月，盖姆内体育会（Stade-Guémenois，编号501905）是斯科夫河畔盖姆内境内唯一的一家注册足球俱乐部，该足球队成立于1946年，其主队2023至2024赛季参加莫尔比昂省足球联赛甲组（法国第九级别），其主场为安托万·莫里斯球场（Stade Antoine Morice）。

### 环境
斯科夫河畔盖姆内的环境事务由其所属的莫尔旺国王市镇公共社区联合各级政府协调负责。2021年，斯科夫河畔盖姆内境内暂无污染企业。

### 治安
2021年，斯科夫河畔盖姆内市镇范围内有1处宪兵队。
斯科夫河畔盖姆内及其附近的共50个市镇是蓬蒂维国家宪兵队（zone gendarmerie de Pontivy）的管辖范围。2020年，该宪兵队累计记录各类案件2,467起，其中盗窃类案件1,245起，经济类案件408起，毒品交易类案件98起。

## 文化

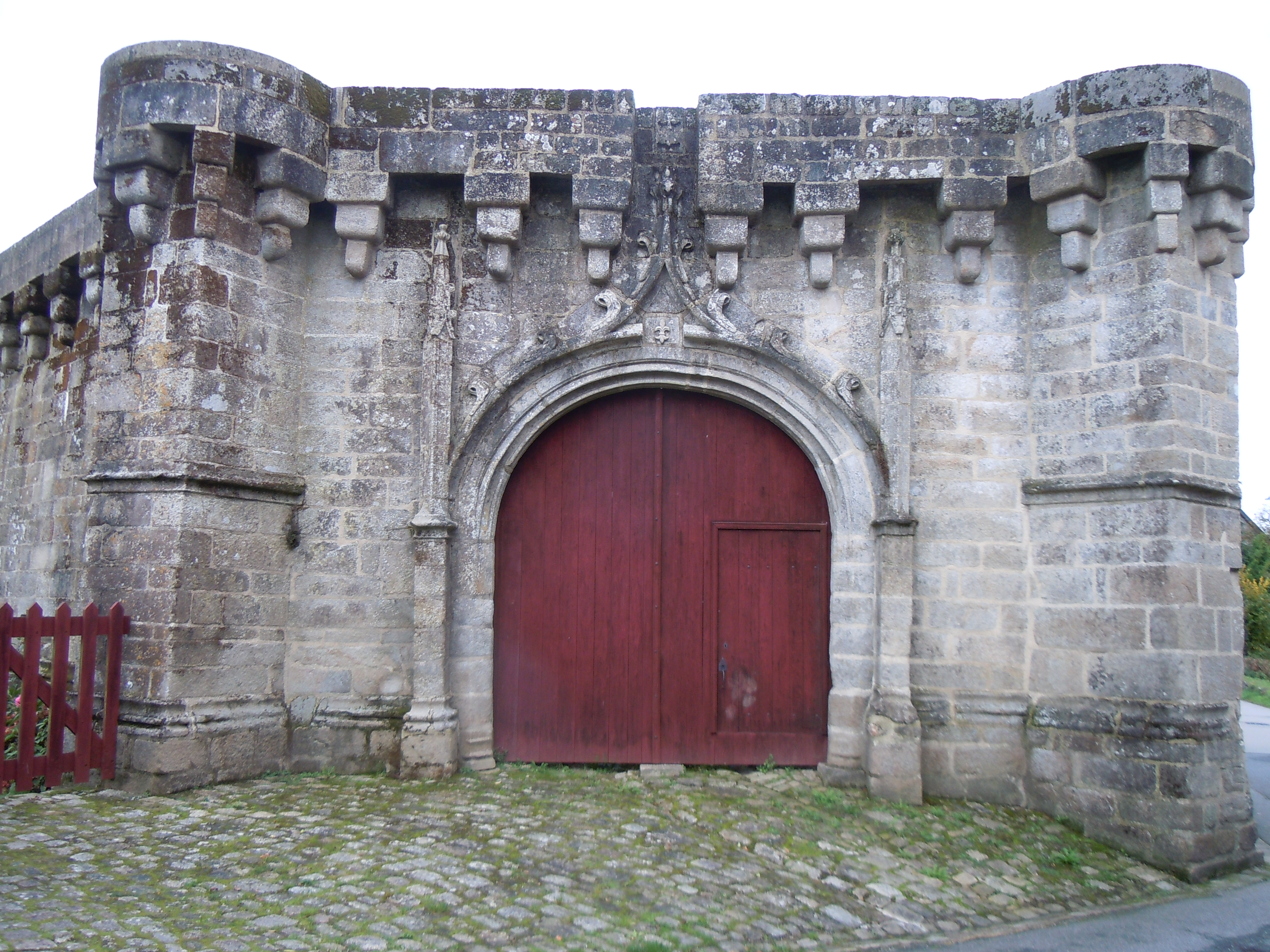
盖姆内城堡的罗南城门

2021年，斯科夫河畔盖姆内境内有1家电影院。斯科夫河畔盖姆内市政府提供多媒体中心，每周二至六向公众开放。

### 建筑
斯科夫河畔盖姆内境内有多处历史建筑，其中斯科夫河畔盖姆城堡、沟壑圣母教堂（Église Notre-Dame-de-la-Fosse）等为法国国家文物保护单位。

### 旅游
斯科夫河畔盖姆内的旅游事务由其所属的莫尔旺国王市镇公共社区负责。2022年，斯科夫河畔盖姆内境内共有0家酒店共计0间房间；另有1个露营地，可容纳共19辆露营车。

### 媒体
法国主要的媒体均可在斯科夫河畔盖姆内接收，法国电视三台下属的布列塔尼大区频道在部分时段播出斯科夫河畔盖姆内所在莫尔比昂省的地方新闻。南部布列塔尼电视台、蓝色法兰西阿摩里卡广播、南莫尔比昂广播、瓦讷布列塔尼语广播等是当地主要的地方性媒体。

## 相关人物
法国天主教数学家穆瓦尼奥修道院长、语言学家约瑟夫·洛特和自行车运动员皮埃尔·勒比戈出生于斯科夫河畔盖姆内。

## 友好城市
截至2023年8月，斯科夫河畔盖姆内暂未建立任何友好城市关系。